# Dávid Šípoš
Dávid Šípoš (* 14. srpen 1998, Topoľčany, Slovensko) je slovenský fotbalový brankář, chytající za tým FC Košice.

## Život
Začátek kariéry prožil ve slovenském FC Nitra. V té době odchytal několik zápasů za Slovenskou fotbalovou reprezentaci do 18 a 21 let. V roce 2021 přestoupil do jihočeského SK Dynamo České Budějovice. V létě 2024 odešel do FC Košice.